# アリスの棘
『アリスの棘』（アリスのとげ）は、2014年4月11日より6月13日まで毎週金曜日22:00 - 22:54に、TBS系列の「金曜ドラマ」枠で放送された日本のテレビドラマ。主演の上野樹里はTBS連続ドラマにおよそ7年ぶりに出演し、父を死に追いやった医師たちに残虐で冷酷な復讐を遂げるダークヒロインを演じる。
キャッチコピーは「復讐と恋愛においては、女は男よりも野蛮である。」

## 企画・制作
本作ではルイス・キャロルの『不思議の国のアリス』が重要なモチーフとされた。完成披露試写会などのビジュアルにアリスの物語の絵が使用されたのをはじめ、ストーリー上では主人公が父からプレゼントされて大切にしている本と設定され、また復讐対象の登場人物を暗喩し、毎回同作品のキャラクターになぞらえた復讐の予告状が届くという内容になっている。ただし、ハンプティ・ダンプティのように、続編である『鏡の国のアリス』のキャラクターも登場する。また、前年放送のTBS作品『半沢直樹』と同じく子による父の敵討ちがテーマであるが、復讐方法においてより女性的なしなやかさや、気付かれずに相手を追いつめる恐怖が描かれている。

## あらすじ
小山内明日美は14歳の時に、大学病院小児科教授の医師だった父・小山内孝夫が腹腔鏡下胃全摘術で死亡し、その後に薬剤を横領していたという汚職問題までが報道された。しかし、明日美は医療ミスによる父死亡の疑いと汚職の冤罪を信じていた。そんな時、何者かから医療ミスを疑わせる2枚の孝夫の手術看護記録が届く。そして、それを手に真相の解明と父の命を奪い名誉を汚した真犯人への復讐を目指す。そのために、孝夫の友人だった水野和史の養女となって水野明日美と名を変え、医師免許を得て、父の居た大学病院に新人医師として就職に成功する。
手始めに、送られてきた2枚の手術看護記録に名前のあった看護師長の蛭子雅人に目を付ける。院内に張り付けた手術看護記録で蛭子を屋上に誘導し、屋上から転落させようと画策する。その際に、消化器外科講師の伊達理沙が困難な腹腔鏡手術に拘ったため死亡したことを知る。そして、次の標的を伊達に定めて、失職させる。さらに、伊達から当時、指導医だった准教授の千原淳一が開腹手術を自分の評価のために拒んだことを知り、伊達の時と同様に千原を失職させる。その際に、千原から弁護士の日向誠が明日美に真実を伝えることを許さなかったことを聞き出し、次の標的を日向とし、毎朝新聞記者で明日美と同じく手術看護記録を受け取っていた西門優介の協力を得て、失脚させることに成功する。
その後、消化器外科教授であり、孝夫の死に大きく関わっている磐台修一に狙いを定めて復讐の機会を狙うも、必要以上に手間取ってしまう。そんな中で磐台の息子・磐台悠真に証拠を掴むために接近し、移植外科教授の有馬毅の協力を得て、磐台を失脚させる証拠を掴む。磐台主催のパーティーの際に磐台を追い詰めようとするも、有馬の裏切りで逆に追い詰められてしまう。その後、失脚させられたことで明日美に復讐を企んだ伊達によって襲撃されるも、悠真が明日美を庇って死亡してしまう。
悠真の死をきっかけに自暴自棄に陥るが、有馬と仲違いした磐台が西門に「15年前、有馬に依頼され、裏のルートで入手した臓器で移植手術をした。」というリークをしたこととその後、磐台が何者かに殺されたことを聞き、次の標的を有馬に定める。そして、有馬が15年前に自分の娘・有馬鈴に西門の妹・西門結衣の腎臓を移植するために殺害したことと再び、鈴に腎臓を移植するために峰岸健太を狙っていることを突き止める。看護師の星野美羽の協力を得て、有馬を追い詰めるが、空港にて何者かに殺害されてしまう。
明日美と西門は磐台と有馬が二人ともサクシニルコリンで殺されていたことから、真の黒幕がいることとその人物は15年前から関わっていたと推理する。そして、明日美はその人物への復讐を決意する。その後、有馬の妻・春子から、一連の有馬の凶行の発端が自分たちの実の娘・美波が火災でなくなったことであることと、鈴が聖林大学の医師だった人物の娘で有馬夫妻の養女であることを知らされる。「鈴の実父が有馬の死で鈴のことが気になって見に来るのでは。」という美羽の助言で監視カメラを見てみると怪しい人物を見つける。そして、その人物を突き止めるために鈴を病院から連れ出し、思い出の場所である遊園地におびき出す。そこに現れたのは水野だった。明日美は水野を問い詰めるも、水野への復讐を考える西門に襲われ、気絶してしまう。その後、意識を取り戻した明日美は水野の経営するパルに戻ると、水野のことのすべてを書いた手紙が残されていた。その頃、西門は水野への復讐を明日美の育った教会で行うことを明日美に伝え、明日美に来るように促す。明日美は水野が自分のことを考えて自殺にみえるようにしていることを見て、これまであったことを思い出し、全てを終わりにすることを決意する。そして、水野は逮捕された。その後、明日美は悠真の夢であった循環医療の医師を目指すことを決意する。

## キャスト

### 聖林大学附属病院
水野 明日美 / 小山内 明日美
演 - 上野樹里（14歳の明日美：菊池和澄）
消化器外科新人医師。母を早くに亡くしてから父・孝夫と2人で暮らしてきた。14歳の時に医師だった孝夫を医療過誤に見せかけて殺害した上に、無実の罪まで着せた医師たちへの復讐と真相解明の為に医師となり、聖林大学附属病院へ潜入する。
蛭子を取り込んで伊達、千原を大学病院から追放し、日向を失脚させ順調に復讐を果たしていくも、磐台の復讐に手間取ってしまう。さらに、味方だと思っていた有馬にも裏切られるなど失敗が続き、次第に復讐の意味について考えるようになる。一時は復讐を止めることや自殺を考えていたが西門に止められ、真の復讐を果たすべく邁進していく。
また、当初は悠真や萩原など、利用できる物はたとえ命が犠牲になっても利用しようとしていたが、孝夫の言葉や悠真の死をきっかけに、なるべく無関係の人物への被害を出さないような復讐方法に変わっていく。
復讐を終えた後、悠真の夢であった巡回医療を考えるようになり、孝夫に胸を張れるような一人ひとりの患者と向き合える医者を目指す。
磐台 悠真
演 - 中村蒼
小児科の研修医で、磐台の息子。院内では数少ない裏表のない優しい性格。明日美に惹かれている。
明日美を刺そうとした伊達から彼女を庇い、刺殺される。
千原 淳一
演 - 田中直樹
准教授。臨床より研究を優先し、医学論文で教授の座を狙う。研究と一人娘のことにしか頭になく看護師達の評価は悪い。明日美が命名した標的名はチェシャ猫。
伊達とは先輩後輩の関係でライバルであり公然と皮肉を言い合っており、彼女のことは「切り裂くだけの手術馬鹿」と評している。持論は「医者は患者とメスに縛られているほど暇じゃない」。
小山内の手術時の指導医で、伊達が腹腔鏡手術の続行が困難だと判断し開腹手術への切り替えを提案した時も「今から切れば評価が下がる」と言ってなかなか開腹手術へ移行しなかったため、小山内が死亡する一端となった。
実は緊張時に視野が狭くなる網膜色素変性症を患っており、手術は他の医師に丸投げしている。
伊達の退職後次期教授の最有力候補になり、磐台から任された織部の手術直前に明日美に娘を誘拐したと脅迫され、一人で執刀することを命令されるが病気の症状で視野が狭くなったため、手術を放棄する。また、「私にも家族がいる、根拠のない言いがかりで評価が下がったら困るんだ」と明日美に吐き捨てた言葉と同じ言葉を織部に言うように明日美から強要される。その後、明日美にその映像をネットで流せば娘はどこへ行っても迫害を受けると脅迫されたことで医者を辞め、田舎へと帰った。
日向 誠
演 - 尾美としのり
聖林大学付属病院顧問弁護士。病院内の医療ミスなどを世間から隠蔽する仕事を受け持っている。15年前に西門に嘘の情報を掴ませたのも日向の仕業である。明日美が命名した標的名は帽子屋。
明日美からのメールにより、15年前の小山内の術中死について彼が記者会見で小山内の死に関して無実だと証明させられたが、磐台と西門を裏切る内容だった。後日、西門が書いた記事によって、4人の高齢資産家を騙した資産横領疑惑が報じられた。
その後、磐台と食事をしていた飲食店にて変死体で発見される。
伊達 理沙
演 - 藤原紀香（特別出演）
講師。野心家で消化器外科のエースであり、大学初の女性教授の座を狙っている。持論は「医者は三人殺してからが一人前」。磐台からも期待されており「伊達教授」と呼ばれていた。明日美が命名した標的名はハートの女王。
小山内は彼女が手術で出来もしない腹腔鏡手術に拘ったため死亡した。オペで死んだ患者のことをいちいち覚えていないと言っており、その性格も明日美に利用される。
自身の栄誉のために最新医療を使った手術を強行するためCT画像をすり替えていたことを公開カンファレンスで暴露され、磐台からも切り捨てられ婚約者・葛城にも見捨てられた。そして明日美によって腹部に小山内のイニシャルを彫られたことにより発狂、依願退職した。
その後は早乙女クリニックで整形外科医をしていると西門に打ち明けるが、実際には早乙女クリニックには在籍しておらず、ひどく荒れた生活を送っており、マンションの住民からクレームが来ていた。また、明日美への復讐の機会をうかがっており、磐台が主催するパーティー会場で彼女を刃物で刺そうとするも、明日美を庇った悠真を刺してしまう。その後服毒自殺を図り、一時意識不明に陥るが後に回復し意識が戻る。
蛭子 雅人
演 - 六平直政
看護師長。小山内の手術ではオペ看護師を担当し、医療過誤に見せかけた殺人が公にならないように手術看護記録を改竄していた。持論は「バカと患者は使いよう」。明日美が命名した標的名はハンプティ・ダンプティ。
明日美に最初のターゲットとして目をつけられ、脅迫された。そのことから、明日美への絶対服従を誓わされる。その後、伊達と千原失脚のために明日美の命令で工作を行う。
磐台 修一
演 - 岩城滉一
教授。持論は「事実は証拠がなければ無いのと同じ」。明日美が命名した標的名はアオムシ。
院内で絶大な権力を持ち、伊達と親密な関係にあったが、彼女が資料を改竄していたことを公表され切り捨てる。その後千原に目を掛けるが織部の手術を放棄したことにより伊達と同様に切り捨てる。
記者会見にて日向が小山内の無実を証明する旨の発言をし、その内容が磐台を裏切るような内容だったため手を切るも、後日日向に15年前の事件をネタに強請られ、河口湖にある別荘を買い取らされる。
悠真の死亡後、共謀していた有馬と仲違いした。その後「裏ルート」の臓器移植に加担したことを西門にリークするために、待ち合わせ場所へ向かう途中でサクシニルコリンを含んだタバコを水野に吸わされ毒殺された。
星野 美羽
演 - 栗山千明
看護師。明るく気だてがいい性格。悠真に惹かれている。
明日美とは同年齢で仲が良かったが、明日美と悠真の関係を誤解し、対立。明日美の過去を調査し磐台に知らせ、明日美と磐台の直接対決の原因を作った。しかし、磐台のボイスレコーダーに入っていた会話から誤解が解け、明日美に謝罪した上で、彼女に協力するようになる。
有馬 毅
演 - 國村隼
移植外科教授。医師と患者から信頼を勝ち取っており次期院長の座を狙い、磐台と争う。明日美に目を付けており、彼女に消化器外科医局内の監視をさせている。明日美が命名した標的名は白の王。
娘・鈴の難易度の高い腎移植のため、適合する腎臓を持つ西門の妹・結衣を医療ミスに見せかけて殺害し、その腎臓を娘に移植するという医者として最大のタブーを犯していた。数多くの患者を手掛けていたのもあくまで「鈴に適合する腎臓を持つ人間を探していた」だけにすぎなかった。西門は妹の死亡時から彼を怪しいと睨んでおり、明日美が有馬に全ての事実を話そうとした際は強硬に止めていた。孝夫の死に関しても磐台とは利害が一致しており、明日美が入手したメールの情報を改竄し、彼女に偽のメールデータを渡した。
磐台の死亡後、明日美の最大の復讐相手として対峙。鈴に適合する腎臓を持つ峰岸健太を投薬量を減らしてわざと危篤状態にして医療ミスに見せかけて殺害し、その後腎臓を鈴に移植しようとしたが、直前で明日美に手術を阻止される。すかさず明日美を日向、磐台の殺人犯に仕立て上げようとするが、その様子が監視カメラで院内中に知れ渡ってしまい、計画は頓挫した。
行方をくらますためシンガポールへの渡航を前倒しするが、そのチェックイン直後、水野にサクシニルコリンを注射され、死亡した。
娘の鈴は、実際には水野から引き取った養女である。なお有馬夫妻には美波という実の娘がいたが、火事が原因で亡くなっている。
岡村 圭吾
演 - 今井隆文
谷 宏之
演 - 白石朋也
矢吹 徹
演 - 上ノ原正義
高木 哲也
演 - 諒太郎
遠藤 由香
演 - 藤井武美
樋口 杏奈
演 - 福吉真璃奈
安達 さやか
演 - 横地尚子
新田 早苗
演 - 羽村純子
オペ看護師器械出し。

### その他
小山内 孝夫
演 - 眞島秀和
明日美の実父。元小児科教授。伊達の執刀による腹腔鏡下胃全摘術が執り行われるが、伊達には腹腔鏡下の手術経験がなく、腹部内で大量出血してもすぐに開腹術を行わなかったために止血が間に合わず術中死する。死亡後、薬剤を横領していたという汚職問題が報じられ、医師としてのキャリアが失墜してしまう。
実は有馬の娘・鈴の腎臓移植手術に強硬に反対しており、術中死は有馬たちの仕組んだ計画的な殺人であった。
西門 優介
演 - オダギリジョー（23歳：安西慎太郎）
毎朝新聞医療部記者。
妹・結衣の死に疑問を持ったが、日向に嘘の情報を掴まされ小山内の汚職を報じた。結果的に嘘を報じた件については明日美に謝罪をし、小山内への償いとして彼女の復讐の手助けをする。普段は温和な口調と振舞いだが、結衣を死に追いやった有馬や水野に対しては強烈な殺意を抱くという一面も見せた。
西門 結衣
演 - 庵原涼香
優介の妹。幼少期より重度の肝臓疾患を患い、子供らしい日常生活が送れないまま病気は根治せず病状が悪化していき、9歳のときに他界。実は有馬の娘・鈴と適合する腎臓を持っており、医療ミスに見せかけて殺害される。
水野 和史
演 - 中村梅雀
小山内の友人で彼の死後、明日美の養父となった、スペイン風バル「バルカンパーナ」店主。明日美が命名した標的名はトランプ兵隊。
店を開く前は、聖林大学附属病院で麻酔科医をしていた。また、小山内が死亡した一連の事件の黒幕である。結衣や小山内の手術で麻酔を担当していたが、その直後に病院を辞めていたため、明日美宛てに送られて来た手術看護記録には名前が載っていなかった。また、病院を辞める前に密かに盗んでおいたサクシニルコリンで、磐台や有馬を毒殺した。
明日美の復讐を手助けしてほしいという思いから西門にも手術看護記録を送りつけた。明日美が養子に引き取ってほしいと言われた時から彼女が復讐しようとしていたことに気付いていた。また、鈴の実父でもある。
峰岸 健太
演 - 竹場龍生
重篤な心臓病を患う悠真の担当患者。悠真と明日美に対し仲良くなるが、悠真が死に、明日美も一旦は病院を離れようとした時に一気に体調を崩してしまう。鈴に適合する腎臓を持つ患者であり、有馬から命を狙われていた。
田崎 絢芽
演 - 霧島れいか
手塚製薬のMR。磐台とは癒着関係にある。15年前の小山内の医療ミスについて、彼が生前、磐台と言い争っていたということを西門に証言した。

### ゲスト
複数話・単話登場の場合は演者名の横の括弧（）内に表記。

#### 第1話
葛城 圭一
演 - 前川泰之
理沙の婚約者。会社経営者。
理沙とは祖父の手術を担当してもらったことが縁で交際していたが、患者を物扱いする彼女の裏の顔を知り、公開カンファレンスで理沙の不正を糾弾し別れを告げて去っていった。
米山 きぬ
演 - 池田道枝
食道狭窄を患う。ナノサージェリーロボット「NOA」の臨床実験に利用される。

#### 第2話
千原 典子
演 - 森谷ふみ
千原の妻。
千原 美久
演 - 矢崎由紗
千原の娘。
織部 紘一
演 - 浜田晃
聖林大学附属病院に多額の寄付をする織部建設社長。千原執刀で胃粘膜下腫瘍切除術のオペを受ける。
しかし、千原が手術を放棄したために憤慨。千原の発言もあって聖林大学附属病院への寄付を一切打ち切ると宣言したが磐台の取り成しでことなきを得る。

#### 第3話
里中 絵梨
演 - 遠野なぎこ
日向の元愛人で日向法律事務所元アルバイト事務員。過去に妊娠していたが中絶させられる。日向への復讐で明日美と手を組むが、最終的に仲間割れをし、自身でデジタルカメラに記録された動画をネタに日向を脅し、金を受け取る。
日向 智子
演 - ちはる
日向の妻。
小野 和恵
演 - 高仁和絵
夫・浩平が術後縫合不全に陥り、死亡する。医療過誤があったとして聖林大学附属病院に対して訴えを起こす。

#### 第4話
萩原 光一
演 - 榎木孝明
ヒマラヤ山脈キュンガリ踏破を日本人で初めて成功した登山家。出身は北海道。主治医の磐台とは昔からの知り合い。
山根 勝
演 - おかやまはじめ
治験に参加する患者。進行性胃がんに対する再発を軽減する新薬RX-1を萩原に投薬する前に安全性を確認する目的で実験体として選ばれる。
星野 伸二
演 - 野添義弘
美羽の父。星野フラワー店主。
星野 大輝
演 - 土師野隆之介
美羽の弟で星野家次男。

#### 第5話
横山 重雄
演 - 深水三章
30年前は大手建設会社の建築作業員として従事していたが、アスベスト健康被害に遭ってから体調が悪化していき、建設現場では働けなくなり聖林大学附属病院の清掃員として転職する。主治医は磐台。15年前に小山内が大量吐血し倒れる前に院内の図書室で磐台と会っていたことを西門に証言する。

#### 第6話
三浦 直子
演 - 山本未來（第7話）
聖林大学附属病院看護部手術室主任。15年前に夫が事故で植物状態になり、看病するために小児科から残業がほとんどない手術室に転属する。腕は優れているが人前では決して笑わないことから、周りからは「鉄の女」と呼ばれている。
三浦 幸彦
演 - 加瀬信行
直子の夫。小山内が倒れる半年前に妻と共にエレベーター落下事故に巻き込まれ、その事故によって遷延性意識障害に陥り、15年6か月の間意識が戻らず聖林大学附属病院に入院している。

#### 第7話
有馬 鈴
演 - 藤原令子（第8話 - 最終話）（幼少期：鎌田英怜奈）
有馬の娘。巣状糸球体硬化症を患い、聖林大学附属病院に入院している。実際には、有馬に引き取られた養女であり、実父は水野和史。有馬の死後、人工透析に定評がある病院に転院した。

#### 第8話
看護師
演 - 中村麻里子
急変した健太の治療を行う看護師。また、鈴の病室はどこかと聞いた西門に場所を教える。

#### 第9話
有馬 晴子
演 - あめくみちこ（最終話）
有馬の妻で鈴の養母。有馬の死後、実の娘のことを明日美に話した。

## スタッフ
- シリーズ監修 - 西田征史
- 脚本 - 髙橋麻紀、池田奈津子
- 音楽 - 横山克
- 演出 - 塚原あゆ子、渡瀬暁彦、平野俊一
- 主題歌 - 高橋優「太陽と花」（ワーナーミュージック・ジャパン）[9]
- 演出補 - 八木一介、長尾楽、佐久間晃嗣
- サウンドデザイン - 石井和之
- タイトル - 稲生諭
- スタント - 大道寺俊典
- 特殊造形 - 松井祐一
- 医療監修 - 岩野歩三
- 医療指導 - 矢島和人、今井光穂、小林奈々
- 治験指導 - 吉川史恵
- 編成 - 時松隆吉
- プロデューサー - 高橋正尚、高成麻畝子
- 協力プロデューサー - 森嶋正也、都築歩
- プロデューサー補 - 川口舞
- 製作著作 - TBS

## 放送日程
| 各話                                                           | 放送日  | サブタイトル                                                  | 脚本       | 演出       | 視聴率 |
| -------------------------------------------------------------- | ------- | ------------------------------------------------------------- | ---------- | ---------- | ------ |
| 第1話                                                          | 4月11日 | 禁断の医療サスペンス! 父を殺した医者は誰!? 壮絶な復讐が始まる | 髙橋麻紀   | 塚原あゆ子 | 14.2%  |
| 第2話                                                          | 4月18日 | 野心家に悲しみの報復を                                        | 池田奈津子 | 塚原あゆ子 | 11.9%  |
| 第3話                                                          | 4月25日 | 復讐崩壊 裏切りと禁断の罠                                     | 髙橋麻紀   | 渡瀬暁彦   | 11.9%  |
| 第4話                                                          | 5月02日 | 復讐完結 禁断の新薬実験                                       | 池田奈津子 | 塚原あゆ子 | 11.3%  |
| 第5話                                                          | 5月09日 | 暴かれる父の死のすべて                                        | 池田奈津子 | 平野俊一   | 09.5%  |
| 第6話                                                          | 5月16日 | 冷酷非情 父を殺した、鉄の女                                   | 池田奈津子 | 渡瀬暁彦   | 09.0%  |
| 第7話                                                          | 5月23日 | 蘇る女! 復讐には復讐を                                        | 池田奈津子 | 塚原あゆ子 | 11.5%  |
| 第8話                                                          | 5月30日 | 復讐の女再び…狂気のオペ計画始動                               | 池田奈津子 | 平野俊一   | 09.4%  |
| 第9話                                                          | 6月06日 | 最終決戦 屈辱・裏切り・逆転! そして希望の明日                 | 池田奈津子 | 渡瀬暁彦   | 09.5%  |
| 最終話                                                         | 6月13日 | 真実の残酷な棘-それぞれの光                                   | 池田奈津子 | 塚原あゆ子 | 12.0%  |
| 平均視聴率 11.1%（視聴率はビデオリサーチ調べ、関東地区・世帯） |         |                                                               |            |            |        |